# Jules Barbey d'Aurevilly
Jules Amédée Barbey d'Aurevilly (Saint-Sauveur-le-Vicomte, 2 de novembre de 1808 – París, 23 d'abril de 1889) va ser un escriptor i periodista francès.

## Biografia
Va nàixer en el si d'una família monàrquica normanda, l'ascensió social del qual es va veure truncada per la Revolució Francesa, i va créixer en un ambient immers en la nostàlgia per l'entorn realista i jansenista. Va estudiar en el collège Stanislas de París, i posteriorment Dret en la Universitat de Caen. L'any 1883 va tornar a París, on treballà com a periodista.
És considerat membre del romanticisme tardà. Després d'una primera època en què va barrejar catolicisme, dandisme (era llegendària la seua indumentària) i inclús satanisme, es va reconvertir al catolicisme més ultramontà i va fundar la Societat catòlica.
Va escriure relats i va col·laborar com a crític literari en el periòdic Constitutionnel l'any 1845.
Des d'aquest mitjà va defensar Balzac i Baudelaire l'any 1857, atacant no obstant Els miserables de Victor Hugo l'any 1862. El 1871, es va allistar a la Guàrdia Nacional.
La seua obra més coneguda és Les diaboliques (Les diabòliques) (1874), una col·lecció de sis relats, històries de passions i crims, on les dones tenen un paper central. Altres obres són: L'encisada (L'Ensorcelée) (1854) i Un capellà casat (1865). Va escriure uns 1.300 articles sobre temes literaris, reunits en Les obres i els homes del segle XIX, caracteritzats per la seua agudesa i brillantor, així com per la gran capacitat per a sorprendre.
Va ser conegut com el "Conestable de les lletres franceses".
El seu poema Le Cid Campeador va servir d'inspiració per a Cosas del Cid, de Rubén Darío.